# AfterEllen.com і TheBacklot.com
AfterEllen.com — вебсайт, що включає елементи блога, який надає інформацію про фільми, телевізійні шоу, літературні твори лесбійської тематики. На ньому також публікуються новини світу зірок, огляди публікацій в засобах масової інформації, так або інакше пов'язаних з жіночою гомосексуальністю і бісексуальністю. Заснований у квітні 2002 року.. TheBacklot.com — споріднений ресурс, що робить акцент на інформації про геїв і бісексуальних чоловіків. Стара назва AfterElton.com. Запущений у січні 2005 року.Сайти засновані Сарою Ворн, яка була їхнім головним редактором. У 2006 році ресурси придбав канал кабельного телебачення Logo. У 2014 році AfterEllen був проданий Evolve Media, власнику CraveOnline.

## AfterEllen.com
«AfterEllen.com» ніяк не пов'язаний з Еллен Дедженерес. Сайт публікує статті і огляди про телевізійні передачі, фільми, книги, персонажами і дійовими особами яких є лесбійки або бісексуальні жінки. Це один з найпопулярніших англомовних ресурсів про жіночу гомосексуальність. Видання The Observer у 2008 році повідомило, що його аудиторія склала 500 000 хітів в місяць і назвало «AfterEllen.com» одним з п'ятдесяти найавторитетніших блогів світу.

## TheBacklot.com
TheBacklot.com раніше мав назву «AfterElton.com». Ресурс не має прямого відношення до Елтона Джона. Сайт розміщує новинні матеріали про телевізійні шоу, кінофільми, книги, музику, які мають відношення до геїв або бісексуальних чоловіків. Ресурс підтримує декілька блогів.